# Tak po prostu (album)
Tak po prostu – pierwszy album grupy Polücjanci (obecnie Poluzjanci) wydany przez Sony Music Entertainment Poland.
Płyta ma status kultowy i kolekcjonerski. W 2007 fani skupieni wokół forum grupy zorganizowali akcję dotłoczenia płyty, mimo tego album osiąga wysokie ceny w sprzedaży z drugiej ręki.

## Spis utworów
| 1.  | Kosmos                    | 03:47 |
|     | sł: Janusz Onufrowicz     |       |
| 2.  | I list do Koryntian       | 04:20 |
|     | sł: Janusz Onufrowicz     |       |
| 3.  | Randka na księżycu        | 03:34 |
|     | sł: Janusz Onufrowicz     |       |
| 4.  | Słodycz                   | 05:20 |
|     | sł: Janusz Onufrowicz     |       |
| 5.  | Perfect Guy               | 05:02 |
|     | sł: Kuba Badach           |       |
| 6.  | Zocha                     | 03:51 |
|     | sł: Franciszek Piątkowski |       |
| 7.  | Nie ma nas                | 03:39 |
|     | sł: Jacek Falkiewicz      |       |
| 8.  | Mała apokalipsa           | 04:03 |
|     | sł: Janusz Onufrowicz     |       |
| 9.  | W dół                     | 04:58 |
|     | sł: Janusz Onufrowicz     |       |
| 10. | Głód sensacji             | 03:47 |
|     | sł: Janusz Onufrowicz     |       |
| 11. | Urodzinowa piosenka       | 04:02 |
|     | sł: Janusz Onufrowicz     |       |
| 12. | Dwie połowy               | 04:30 |
|     | sł: Janusz Onufrowicz     |       |
| 13. | Bonus: Tylko ty i ja      | 03:14 |
|     | sł: Janusz Onufrowicz     |       |
|     |                           | 54:07 |
|     |                           |       |